# Pfarrkirche Pinswang

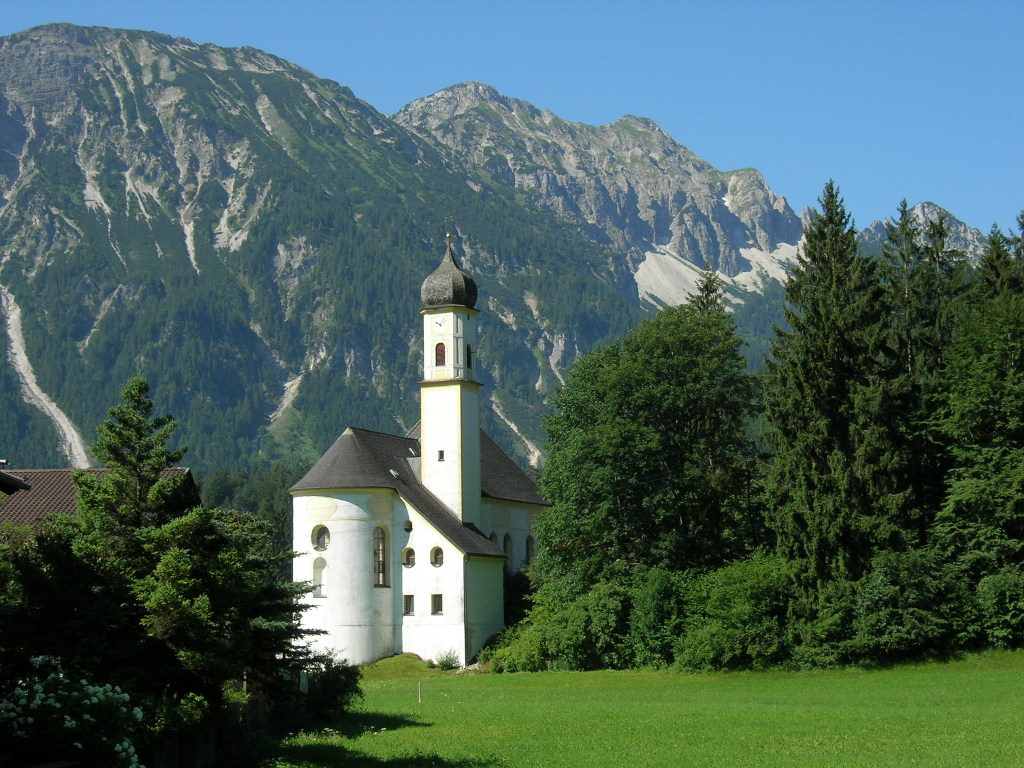
Katholische Pfarrkirche hl. Ulrich in Pinswang

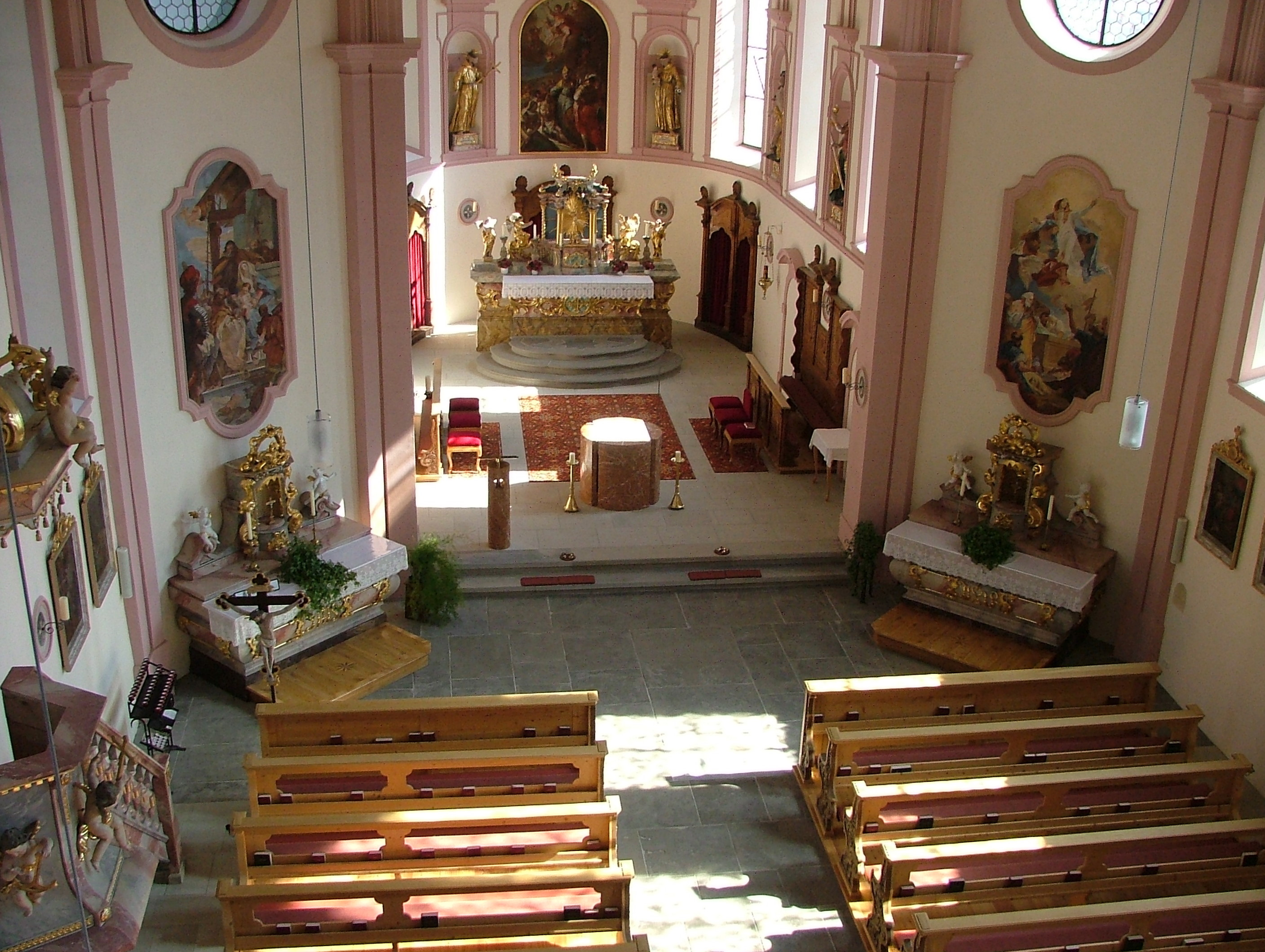
Langhaus, Blick zum Chor

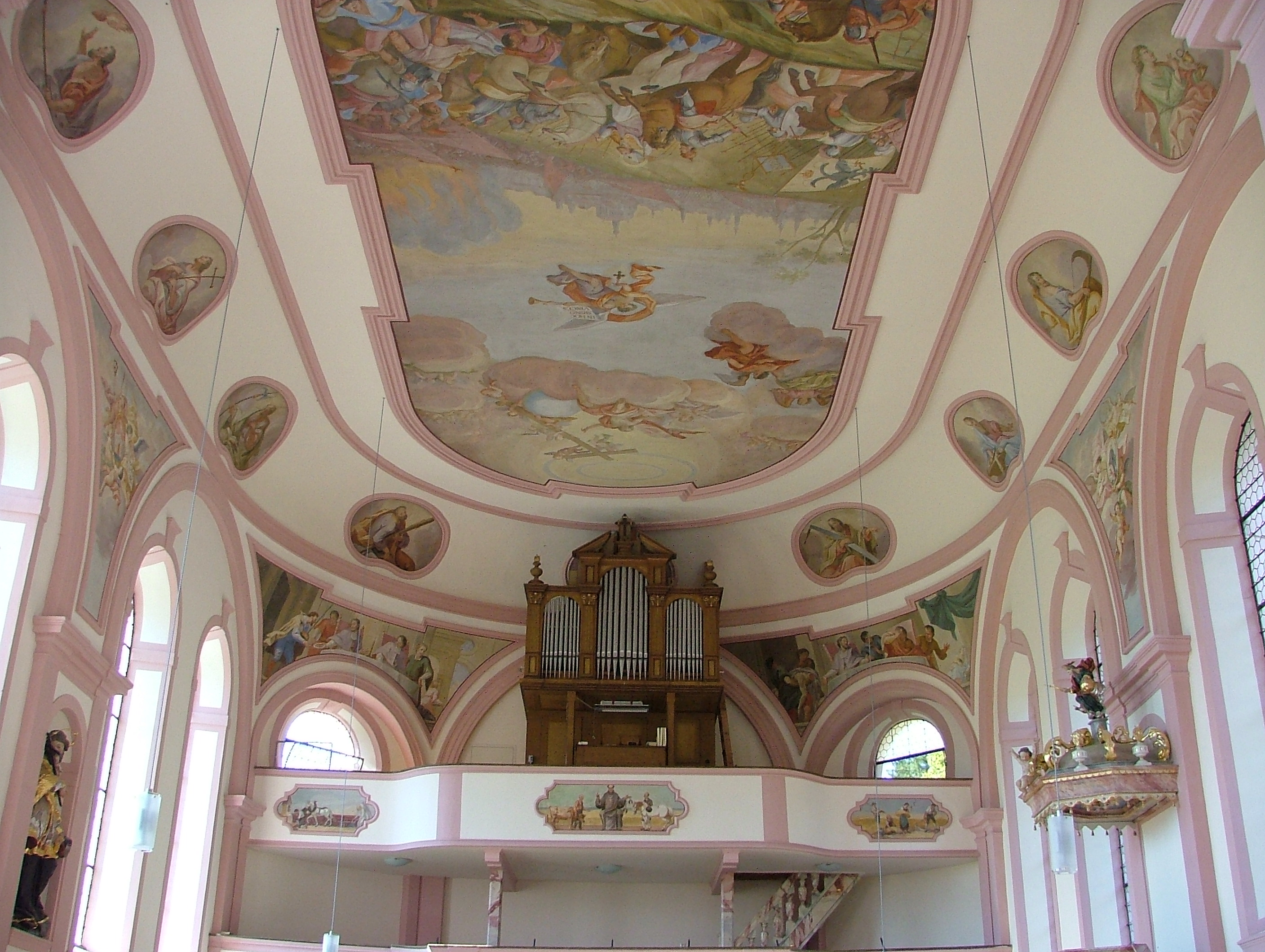
Langhaus, Blick zur Doppelempore

Die Pfarrkirche Pinswang steht auf einer Anhöhe im Nordwesten von Unterpinswang in der Gemeinde Pinswang im Bezirk Reutte im österreichischen Bundesland Tirol. Die dem Patrozinium hl. Ulrich von Augsburg unterstellte römisch-katholische Pfarrkirche gehört zum Dekanat Breitenwang in der Diözese Innsbruck. Die Kirche und der Friedhof stehen unter Denkmalschutz (Listeneintrag).

## Geschichte
Nach 1380, dem Todesjahr des seligen Bruders Ulrich von Musau, wurde eine Kapelle erbaut. 1414 wurde eine Wallfahrtskirche zum seligen Bruder Ulrich von Musau erbaut. Von 1725 bis 1729 wurde nach den Plänen von Johann Georg Fischer mit dem Parlier Franz Xaver Kleinhans die heutige Kirche erbaut und 1732 geweiht. 1785 eine Kaplanei wurde die Kirche 1891 zur Pfarrkirche erhoben.

## Architektur
Der einheitliche barocke Zentralbau unter einem hohen Walmdach hat einen Nordturm am eingezogenen Chor mit einem runden Schluss.
Das Kirchenäußere zeigt Rundbogenfenster am Langhaus und Chor und Ovalfenster an den abgefasten Ecken und an der Stirnwand des Chores, unter dem Dach umläuft ein Fries mit Blendfenstern die Fassade. Der schlanke Turm hat ein achtseitiges Glockengeschoß und trägt eine Zwiebelhaube.
Das Kircheninnere zeigt einen achteckigen axialen Zentralraum mit einem Spiegelgewölbe über einem umlaufenden Gesims mit einer Hohlkehle. Die westlichen Doppelemporen haben geschwungene Grundrisse. Die Wände zeigen Blendbögen auf Wandpfeilern bis zum Gesims, an den abgeschrägten Schmalwänden sind die Blendbögen niedriger. Der stark eingezogene zweijochige Chor mit einem Dreiachtelschluss hat ein Stichkappentonnengewölbe, auf einem hohen Sockelgesims ruhen Stützpilaster mit Rundbogennischen.
Die Fresken von Johann Heel 1729 wurden 1890 von Johann Kärle restauriert, sie zeigen im Chor Mariä Himmelfahrt, in den Gewölbezwickeln in Ovalmedaillons die Vier Kirchenväter, im Zentralraum Schlacht am Lechfeld mit Kaiser Otto und Bischof Ulrich von Augsburg gegen die Hunnen, in der Hohlkehle in Medaillons die Zwölf Apostel, in den Zwickelfeldern über den Blendbögen an den vier schmalen Schrägseiten Unschuldig Verurteilte, segnede Hand erscheint während des Meßopfers, Kommunion Kaiser Ottos vor der Schlacht, Fischwunder, in den Zwickeln zwischen den beiden Blendarkaden an den Langhausseiten Engel mit Kartusche und Wappen von Füssen, Engel mit Wappenkartusche von Abt Dreiling.
An der Emporenbrüstung unten Tod des seligen Ulrich von Musau, Überführung des Leichnams über den Fluss, Wahl der Begräbnisstätte, Begräbnis, an der Emporenbrüstung oben Pflügender Engel mit Bauernkind, seliger Ulrich von Musau mit zwei Bauern, Mäher, alle von Otto Hämmerle 1944.

## Ausstattung
Der Hochaltarbild Bischof Ulrich von Augsburg deckt die Unschuld eines vermeintlichen Ehebrechers auf malte Balthasar Riepp um 1730. Der linke Seitenaltar zeigt das Fresko Anbetung der Könige nach Tiepolo, der rechte Seitenaltar zeigt das Fresko Mariä Himmelfahrt, beide gemalt von Otto Hämmerle 1941 nach einem Original von Tiepolo.
Die Orgel baute Hermann Späth 1899.

## Grabdenkmäler
Grabmal des seligen Bruders Ulrich von Musau neben dem rechten Seitenaltar.

## Friedhof
Die Friedhofskapelle als Neubau zeigt ein Betongussrelief Grablegung Christi vom Bildhauer Josef Kieltrunk.